# Wingen-sur-Moder
Wingen-sur-Moder település Franciaországban, Bas-Rhin megyében. Lakosainak száma 1572 fő (2022. január 1.). Wingen-sur-Moder Soucht, Erckartswiller, Meisenthal, Mouterhouse, Rosteig, Wimmenau és Zittersheim községekkel határos.

## Népesség
A település népessége az elmúlt években az alábbi módon változott:
| Lakosok száma | 1588 | 1623 | 1651 | 1626 | 1606 | 1585 | 1581 | 1574 | 1572 |
|               | 2013 | 2015 | 2016 | 2017 | 2018 | 2019 | 2020 | 2021 | 2022 |